# Especie en peligro de extinción

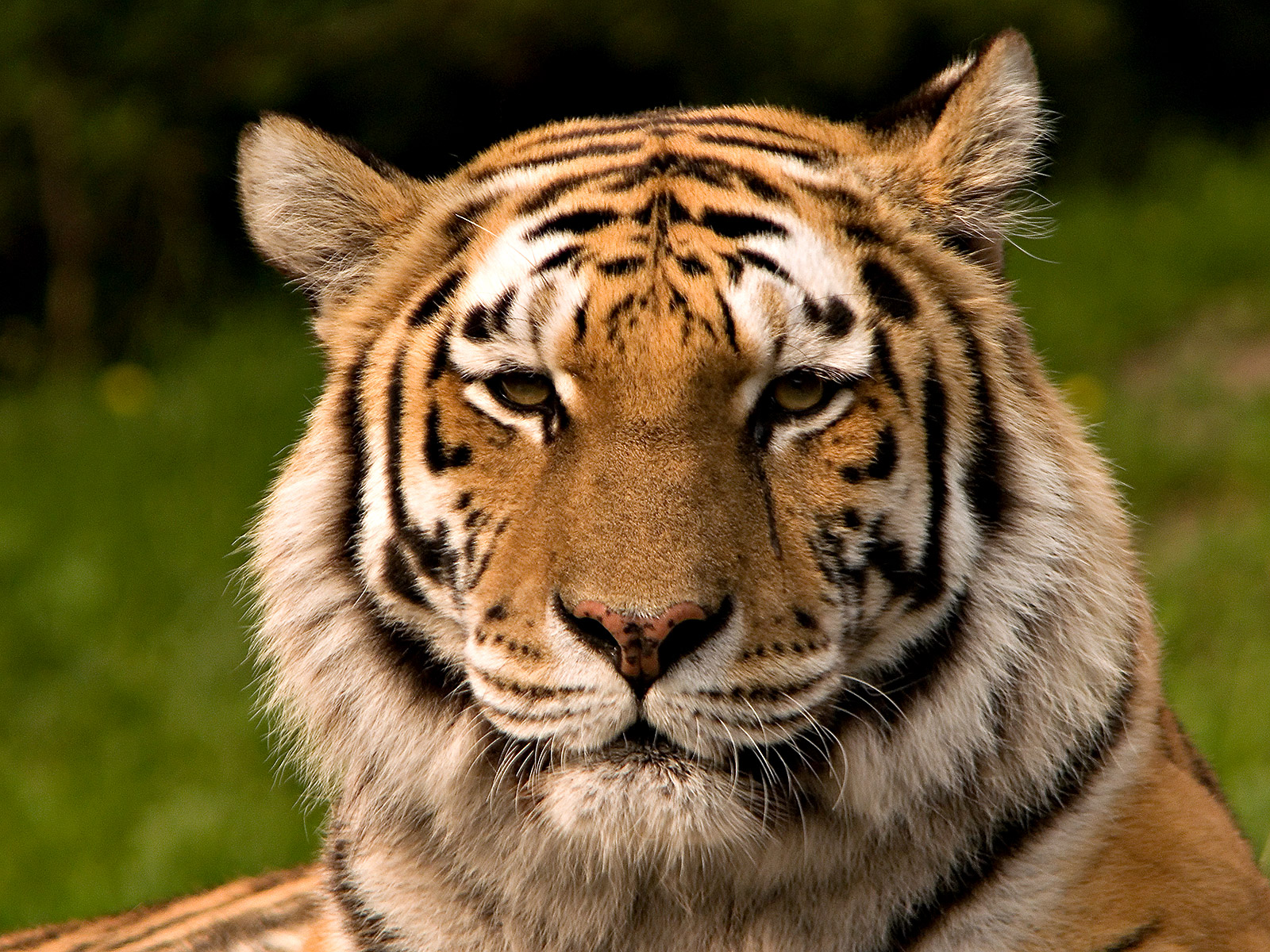
El tigre siberiano es una subespecie de tigre que se encuentra en peligro crítico; tres subespecies ya se han extinguido.

Una especie en peligro de extinción es una especie biológica que está en peligro de desaparecer (extinguirse), ya sea global o regionalmente. Esto puede deberse a la pérdida de hábitat, contrabando de ejemplares silvestres o acción de especies invasoras.
En la versión de 2008 de la Lista Roja de la UICN (Lista Roja de la Unión Internacional para la Conservación de la Naturaleza), se encuentran bajo la categoría en Peligro, 2448 taxones de animales, 2280 de plantas, a los que se acoplan los encuadrados bajo la categoría «En peligro crítico», los que comprenden 1665 taxones de animales, y 1575 de plantas.
A medida que la población y el comercio crecían, el número aumentaba, lo que más de una vez llevó a la extinción de algunas especies. No fue hasta mediados del siglo XVI cuando la gente se preocupó de que los cotos de caza estuvieran a veces vacíos, y fue entonces cuando se empezaron a imponer las primeras restricciones a la caza. Las primeras prohibiciones de la caza con los animales no se promulgaron antes de finales del siglo XIX, cuando incluso en la propia Europa empezaron a desaparecer algunas especies: el bisonte casi se extinguió, en 1627 desapareció el toro y el caballo salvaje euroasiático se extinguió en 1918.
Muchos países cuentan con leyes para proteger a estas especies: por ejemplo, prohibiendo la cacería, restringiendo el desarrollo de la tierra o creando reservas naturales. 
El ritmo actual de extinción es entre diez y cien veces superior al de cualquier otra extinción masiva anterior en la historia de la Tierra. Si este ritmo de extinción persiste o se acelera, el número de extinciones de especies en la próxima década podría calcularse en millones. Aunque la mayoría de la gente responde fácilmente a la amenaza de extinción de mamíferos individuales o pájaros, el problema más importante de la ecología es la amenaza a la estabilidad de ecosistemas enteros, siempre que desaparezcan especies clave en algún nivel de la cadena alimenticia.

## Problema de extinción
Hay cuatro razones para preocuparse por la extinción:
1. La extinción de las especies como entidades biológicas.
2. Desestabilización de los ecosistemas.
3. Amenaza a otras especies.
4. Pérdida de material genético insustituible.

La extinción de especies es un factor crítico tanto por la reducción de la riqueza de la naturaleza como por una cuestión moral para quienes creen que los humanos tienen el deber de preservar el entorno natural (así como para quienes creen que las especies animales tienen derechos legales).
La desestabilización se entiende bien cuando un eslabón de la cadena alimentaria desaparece del ecosistema. Cuando una especie desaparece, es muy frecuente que se produzcan cambios poblacionales en la abundancia de las especies secundarias. Puede darse una situación en la que el ecosistema cambie de forma notable e irreversible.
La cuarta razón es que cada especie posee un material genético único en su ADN y produce compuestos químicos únicos según sus instrucciones genéticas. Por ejemplo, en los valles del centro de China existe el ajenjo dulce, una planta parecida al helecho que es la única fuente de artemisinina, un fármaco que es casi 100% eficaz contra la malaria (Jonietz, 2006). Si esta planta desapareciera, el control de la malaria disminuiría. Hay muchos otros ejemplos de compuestos químicos exclusivos de determinadas especies. No se puede determinar el número de compuestos aún no descubiertos que podrían extinguirse como consecuencia de la extinción de especies, pero es un motivo de gran debate, y sin duda muy importante.
Aunque las extinciones pueden ser el resultado natural de la selección natural (por ejemplo, la extinción masiva de especies en el Holoceno), el periodo de extinción moderno es único. Los periodos anteriores se debieron a causas físicas como la colisión con cuerpos celestes, el movimiento de placas tectónicas, la elevada actividad volcánica y el cambio climático. El actual periodo de extinción está causado por los humanos y comenzó hace unos cien mil años con la dispersión de los humanos por el planeta. Al entrar en contacto con ecosistemas que eran nuevos para ellos y que nunca habían experimentado la presencia humana, los humanos destruyeron el equilibrio ecológico mediante la caza, la destrucción de los hábitats y la propagación de enfermedades. El período comprendido entre hace cien mil años y hace diez mil años se ha denominado "primera fase" del sexto período de extinción.
La segunda fase del periodo comenzó hace unos diez mil años con la aparición de la agricultura. El ser humano inició el proceso de domesticación de los animales. De este modo, el ser humano se convirtió en la primera especie capaz de vivir alterando notablemente los ecosistemas históricos.  Con la capacidad de vivir fuera del ecosistema local, los humanos se liberaron de las limitaciones del tamaño máximo de la población y la superpoblaron, creando grandes tensiones en el medio ambiente y produciendo las acciones destructivas necesarias para un crecimiento de la población aún mayor. En la actualidad, estas acciones incluyen la deforestación de bosques tropicales, la destrucción de los arrecifes de coral, otras destrucciones de hábitats, como las asociadas al uso diario de coches la sobreexplotación de especies, la introducción de especies exóticas no características en los ecosistemas, la contaminación del suelo, el efecto invernadero.
A veces, la extinción de especies se produce en cuestión de décadas: por ejemplo, la vaca marina de Steller, especie extinta de mamífero sirénido de la familia Dugongidae.

## Estado de conservación
Los estados de conservación son los indicadores básicos  de las probabilidades de que una especie siga existiendo en un corto o mediano plazo, en vista de factores tales como la población y su distribución, su historia natural y biológica, sus depredadores y otros aspectos.

La categoría «en peligro» en la versión 3.1 de 2008 de la Lista Roja de la UICN.

La categoría “en peligro crítico” en la versión 3.1 de 2008 de la Lista Roja de la UICN.

La Lista Roja elaborada por la Unión Internacional para la Conservación de la Naturaleza (UICN) es la más difundida de las clasificaciones de los estados de conservación de las especies. En la lista, hay dos categorías con criterios específicos en los cuales son clasificados los taxones que corren el riesgo de desaparecer: “en peligro” (abreviado oficialmente como EN desde su nombre original en inglés, Endangered) y “en peligro crítico” (abreviado oficialmente como CR desde su nombre original en inglés, Critically Endangered). Estas últimas dos categorías, junto con “vulnerable”, integran a las especies amenazadas dentro de la lista.[cita requerida]

### Lista Roja

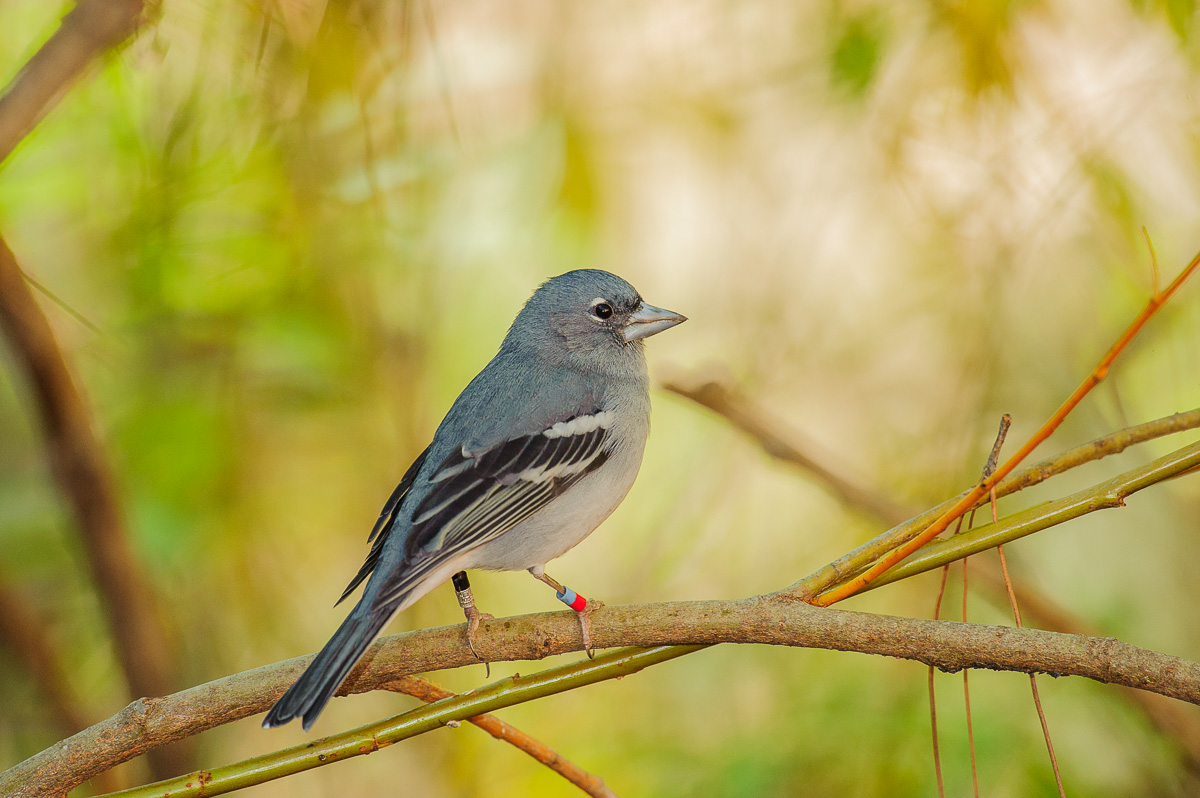
El pinzón azul de Gran Canaria, una especie en peligro crítico.

Las categorías "en peligro" y "en peligro crítico" incluyen a todas las especies que han mostrado importantes fluctuaciones en su distribución geográfica, junto con una disminución o fragmentación de ella; una población de individuos maduros menor de los doscientos cincuenta o los dos mil quinientos ejemplares con una probabilidad de un 50 % o un 20 % de extinción en su forma silvestre, y una fuerte disminución en su población general en los últimos diez años o tres generaciones, en orden del 70 % y el 80 %, respectivamente.
La lista de especies extintas incluye aquellas que desaparecieron después de 1500 d. C. Anteriormente, los europeos prácticamente no podían enfrentarlos debido al hecho de que América y Australia no fueron descubiertas, y también debido al hecho de que la mayoría de las veces los animales morían por otras razones naturales. Además, antes de esa era, la caza furtiva no existía, debido a la abundancia de animales, a pesar de la ausencia de restricciones a la caza, así como la estructura no desarrollada y las armas débiles, incluso las especies comerciales valiosas lograron sobrevivir sin mucha dificultad.
Otro sistema de clasificación para especies en peligro de extinción es la clasificación CITES (Convención sobre el Comercio Internacional de Especies Amenazadas de Fauna y Flora Silvestres), diseñada para prevenir el comercio internacional de especies que podrían amenazar su existencia.

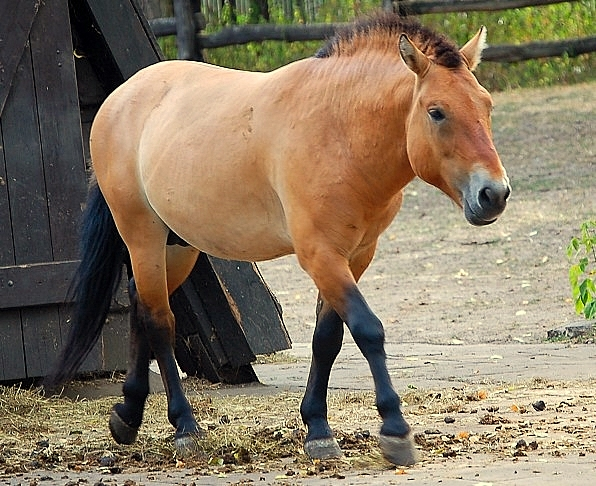
Caballo de Przewalski (Equus ferus przewalskii)
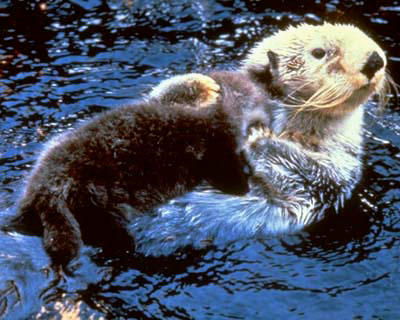
Nutria marina (Enhydra lutris)
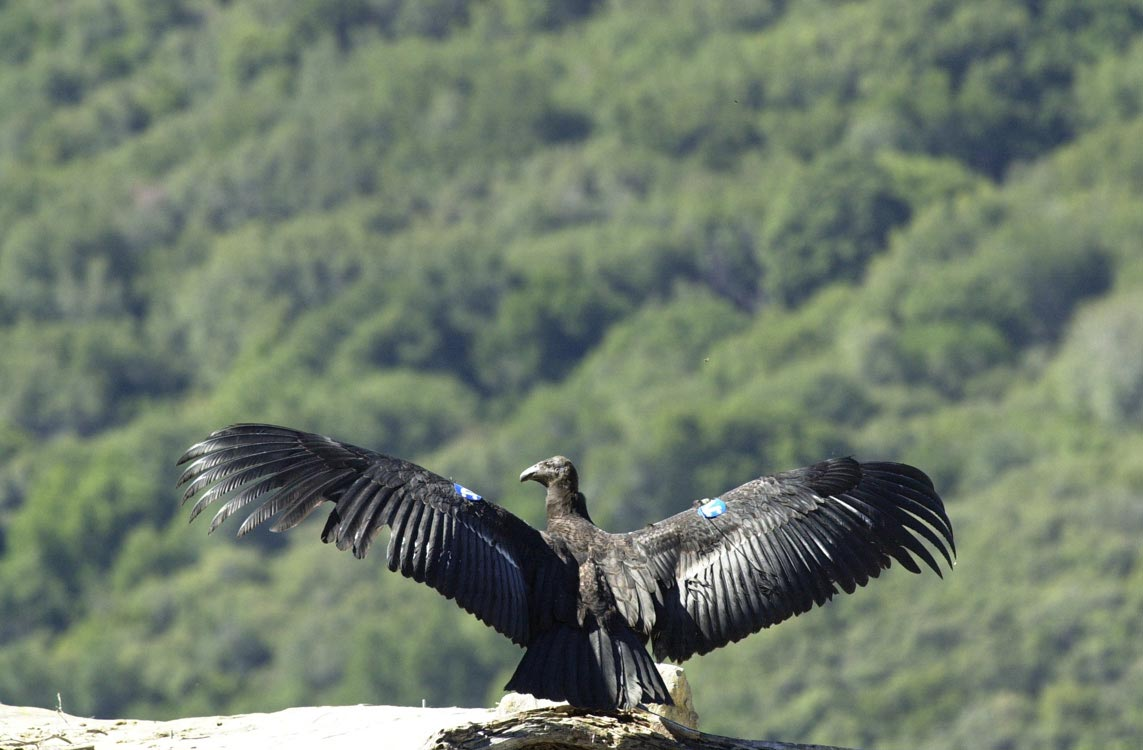
Cóndor de California (Gymnogyps californianus)
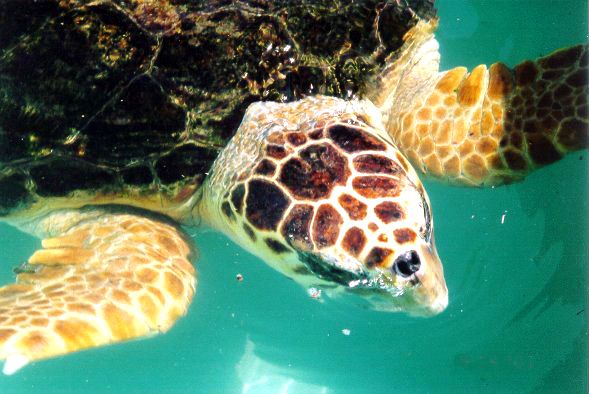
Caguama (Caretta caretta)
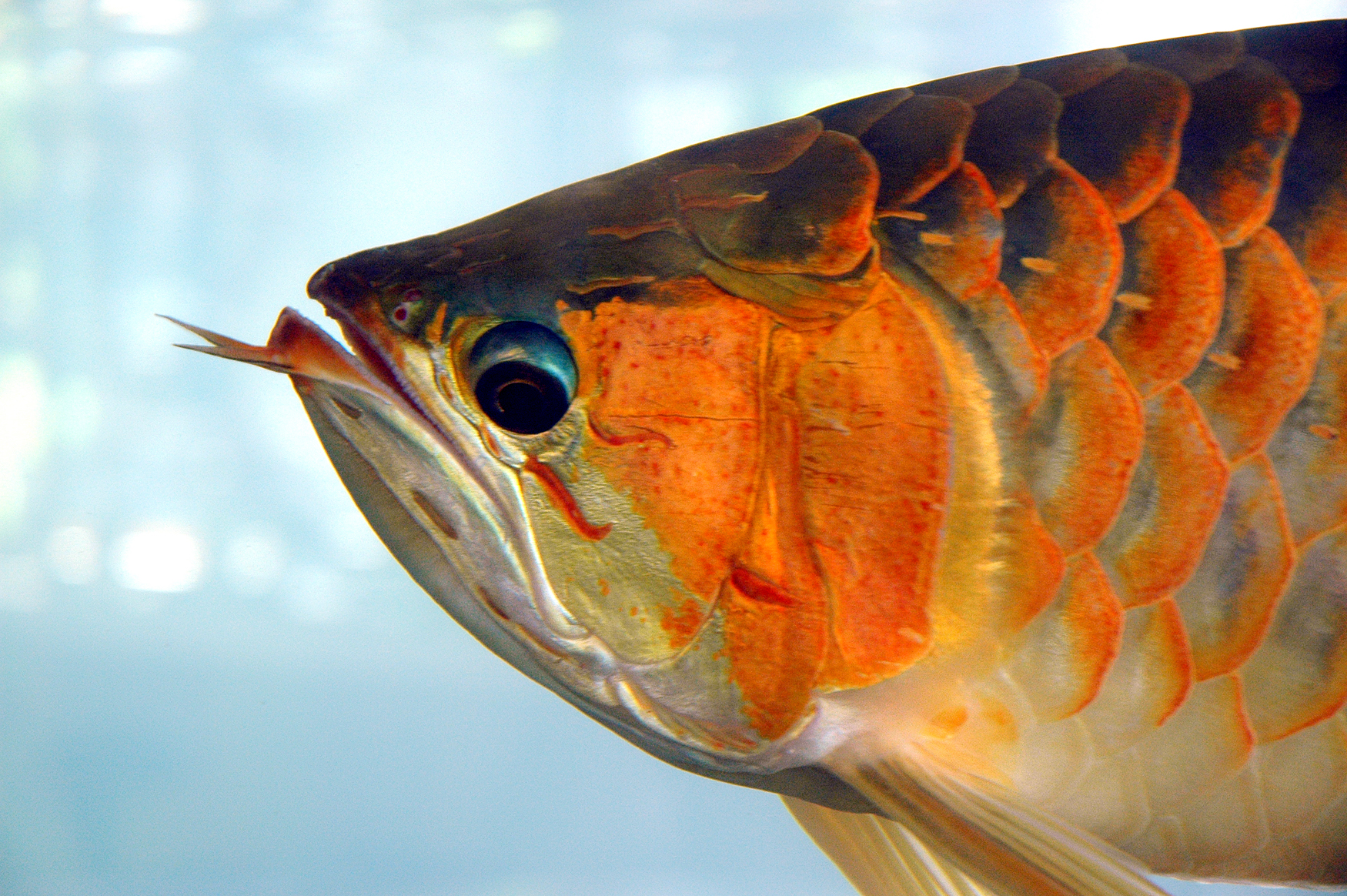
Arowana asiática (Scleropages formosus)

### CITES
La Convención sobre el Comercio Internacional de Especies Amenazadas de Fauna y Flora Silvestres (CITES, por sus siglas en inglés) regula el comercio de las especies amenazadas, con el objetivo de asegurar su supervivencia. Consta de tres “apéndices” en los cuales estas especies son clasificadas. Todas las especies que se encuentran en peligro de extinción son clasificadas en el Apéndice I, el que impone mayores restricciones y restringe el comercio de estas especies solo a casos excepcionales. A 2009, 175 países se habían adherido al tratado.

### Clasificaciones nacionales
Además de las clasificaciones internacionales —las que comprenden la totalidad de los ejemplares de un taxón a nivel mundial—, otras emplean las mismas categorías para listar el grado de amenaza de las poblaciones de los taxones que habitan en zonas específicas, generalmente a nivel nacional, aunque también se emplea para regiones biogeográficas o entidades subnacionales. En estos casos las categorías asignadas a un mismo taxón pueden ser diametralmente opuestas; por ejemplo un taxón puede ser abundante a un nivel mundial, pero estar en peligro crítico en un país.

La categoría “en peligro” en la lista de especies amenazadas de Estados Unidos.

En Australia, el Acta de Protección Medioambiental y Conservación de la Biodiversidad de 1999 clasifica a las especies en riesgo de desaparecer en las categorías “en peligro” y “en peligro crítico”, de manera similar a la Lista Roja de la UICN. La Lista de especies en vida salvaje bajo riesgo de Canadá posee las categorías “en peligro” y “extraer”  las especies en peligro de desaparecer y las que ya lo hicieron a nivel local, respectivamente.
En los Estados Unidos, la categoría "en peligro" de la lista de especies amenazadas del Departamento de Pesca y Vida Silvestre de Estados Unidos es la que ofrece más protección, mientras que en Nueva Zelanda las categorías “crítico a nivel nacional” y “en peligro a nivel nacional” integran a las especies con un alto riesgo.
Las especies animales se ven en peligro de extinción debido a la caza ilegal. GlobalPost publicó la lista de las seis especies animales que corren mayor peligro: elefantes, rinocerontes, tigres, tortugas de mar, lémures y gorilas.

## Causas

### Cambio climático
Antes de la aparición de los gases de efecto invernadero y del avance del calentamiento global, las especies eran capaces de sobrevivir en su hábitat natural. Sin embargo, el rápido desarrollo del cambio de temperatura ha sido una de las causas de que especies se encuentren en peligro de extinción. Nigel Stork, en su artículo Re-assassing Extinction Rate, explica que "la causa principal de la extinción es el cambio climático, y en particular el aumento de temperaturas, en lugar de tan solo la deforestación." Stork afirma que se trata de la principal razón para que las especies se vean amenazadas, y explica que el incremento de las temperaturas a nivel local y global hace más difícil la reproducción de los organismos. Dado que el calentamiento global continúa, las especies no son capaces de afrontar el cambio repentino, por lo que comienzan a deteriorarse. Se trata de un ciclo que se incrementa a un ritmo acelerado a causa del cambio climático, por tanto, gran cantidad de especies están siendo incorporadas a la lista de organismos en peligro de extinción.

### Destrucción del hábitat

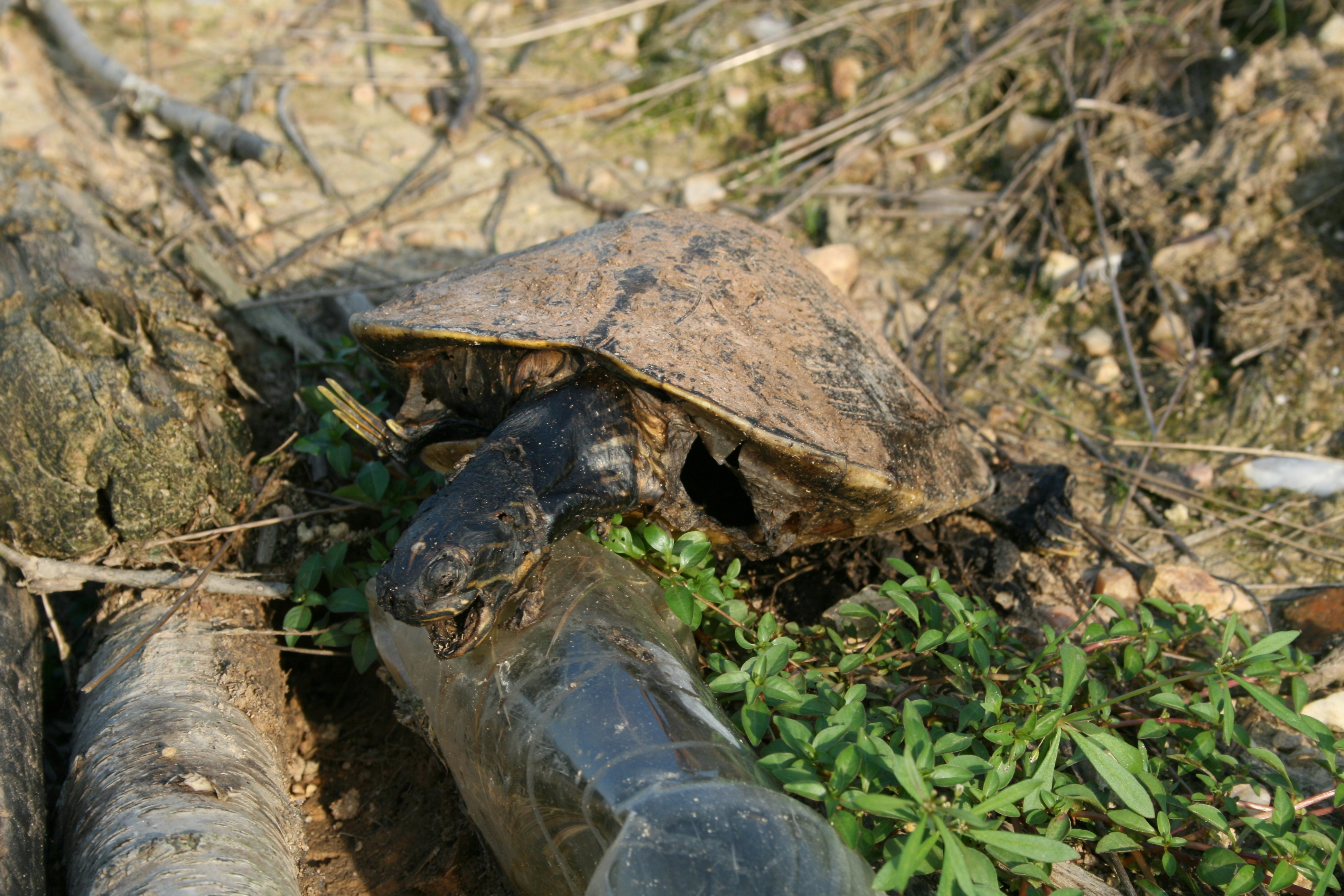
Tortuga sobre botellas de plástico, agentes contaminantes del agua especialmente extendidos.

La destrucción del hábitat natural es una de las mayores causas que hacen peligrar la subsistencia de las especies. La acción del ser humano afecta en gran medida este factor. Entre ellas, la sobreexplotación del medio, el uso descontrolado de los recursos naturales, provoca que el ecosistema no pueda regenerarse por la extracción de recursos por encima de su capacidad natural. La destrucción o modificación de los distintos biomas para suplir las necesidades humanas ponen en peligro a las especies que los habitan: más de 100 millones de hectáreas de bosque tropical se han perdido entre 1980 y el 2000, principalmente a causa de la ganadería en Sudamérica y de las plantaciones en el sureste asiático (el 80% de estas son de aceite de palma). Respecto a la reducción de ecosistemas, las prácticas más comunes incluyen la deforestación, la transformación de selvas y bosques o el drenaje de humedales. Por otra parte, la presencia de agentes contaminantes en el agua, el aire y el suelo produce una alteración nociva (mayormente por acción humana), causante de pérdidas de biodiversidad destacadas.

### Especies invasoras
La introducción de especies no autóctonas en un área puede alterar el ecosistema hasta tal punto que las especies autóctonas se ponen en peligro. Estas introducciones pueden denominarse especies exóticas o invasoras. En algunos casos, las especies invasoras compiten con las especies nativas por alimento o se alimentan de los nativos. En otros casos, un equilibrio ecológico estable puede verse alterado por la depredación u otras causas que conducen a una disminución inesperada de las especies. Las especies nuevas también pueden ser portadoras de enfermedades a las que las especies nativas no tienen exposición ni resistencia.

## Conservación

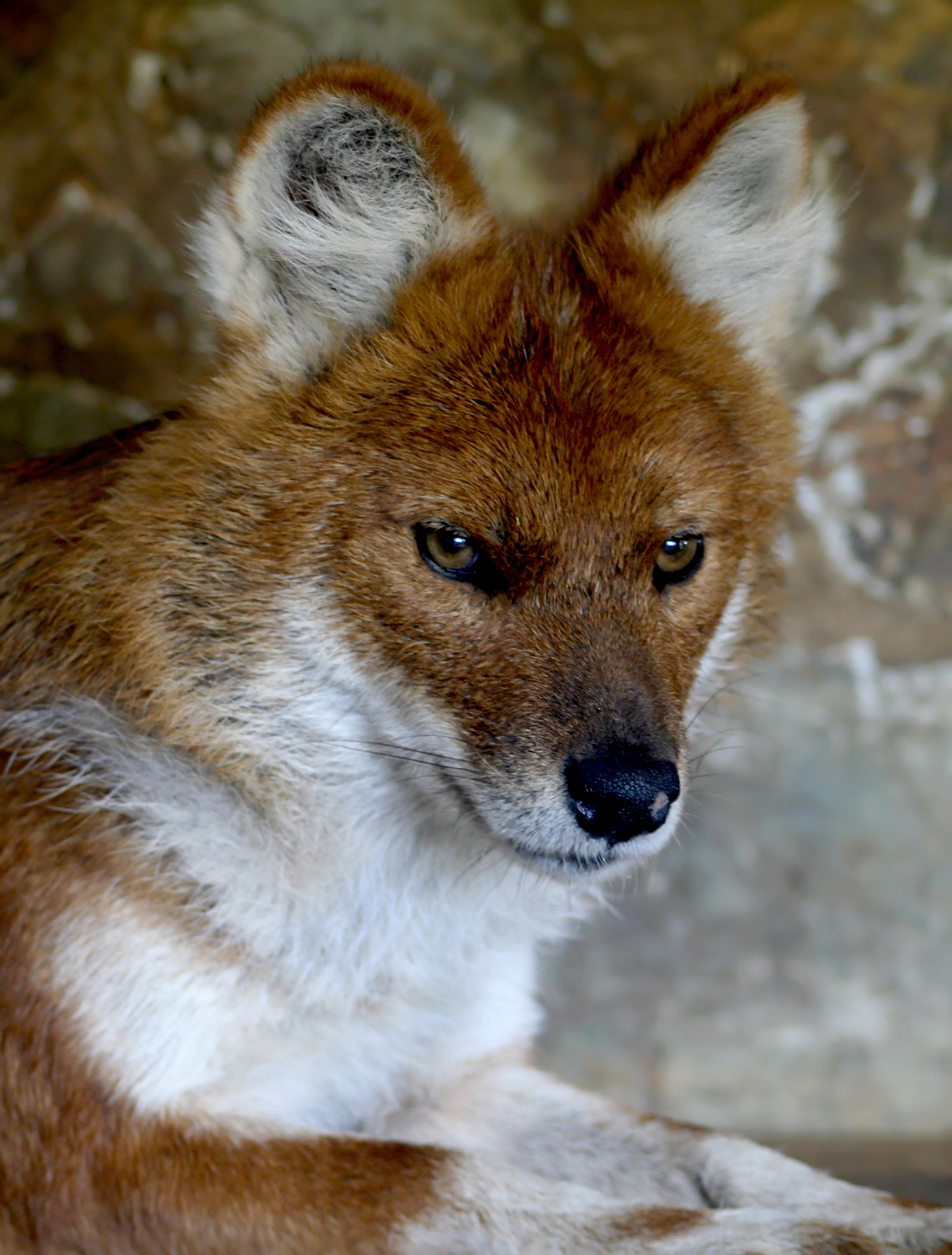
El dhole, el principal depredador de Asia amenazado, se encuentra muy próximo a su extinción.

### Cría en cautiverio
La cría en cautiverio es el proceso de cría de especies raras o en peligro de extinción en entornos controlados por humanos con entornos restringidos, como reservas de vida silvestre, zoológicos y otras instalaciones de conservación. La cría en cautividad está destinada a salvar a las especies de la extinción y, por lo tanto, estabiliza la población de la especie para que no desaparezca.
Esta técnica ha funcionado para muchas especies durante algún tiempo, y probablemente los casos más antiguos conocidos de apareamiento en cautiverio se atribuyen a las colecciones de los gobernantes europeos y asiáticos, un ejemplo es el ciervo del padre David. Sin embargo, las técnicas de cría en cautiverio suelen ser difíciles de implementar para especies tan móviles como algunas aves migratorias (por ejemplo, grullas) y peces (por ejemplo, hilsa). Además, si la población de cría en cautiverio es demasiado pequeña, entonces la endogamia puede ocurrir debido a un acervo genético reducido y reducir la resistencia.
En 1981, la Asociación de Zoológicos y Acuarios (AZA) creó un Plan de Supervivencia de Especies (SSP por sus siglas en inglés) para ayudar a preservar especies específicas en peligro de extinción y amenazadas a través de la cría en cautividad. Con más de 450 Planes SSP, algunas especies en peligro de extinción están gestionadas por la AZA con planes para cubrir los objetivos de manejo de la población y recomendaciones para la reproducción de una población diversa y saludable, creados por Grupos Asesores de Taxones. Estos programas se crean comúnmente como un esfuerzo de último recurso. Los programas SSP participan regularmente en la recuperación de especies, la atención veterinaria para los brotes de enfermedades de la vida silvestre y algunos otros esfuerzos de conservación de la vida silvestre. El Plan de supervivencia de especies de la AZA también tiene programas de reproducción y transferencia, tanto dentro como fuera de los zoológicos y acuarios certificados por la AZA. Algunos animales que forman parte de los programas SSP son pandas gigantes, gorilas de las tierras bajas y cóndores de California. .

### Cría privada

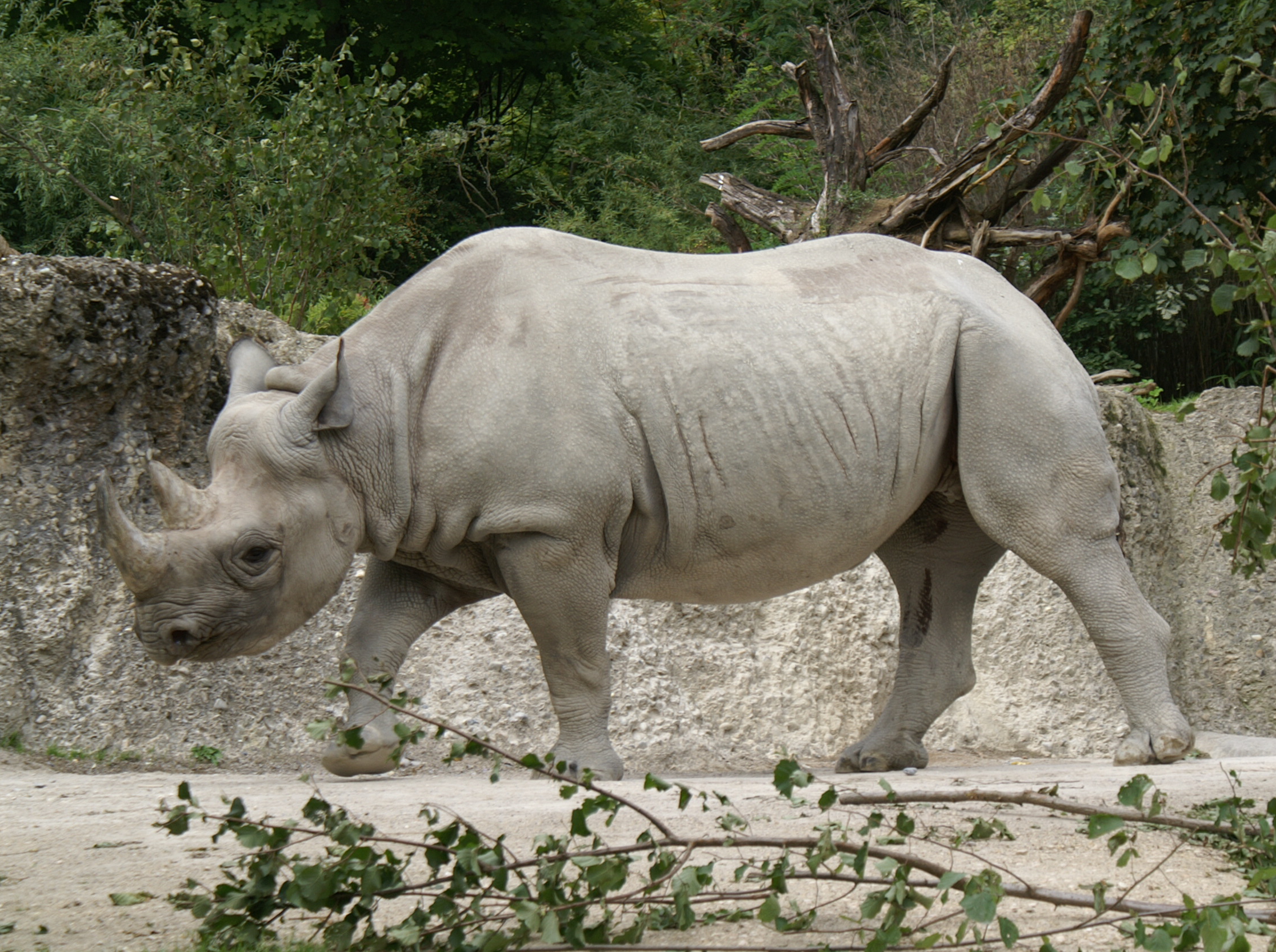
Rinoceronte negro.

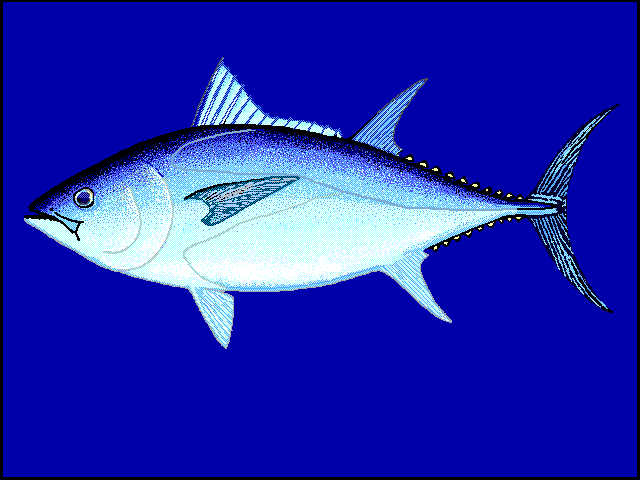
Atún rojo del sur.

Mientras que la caza furtiva reduce sustancialmente las poblaciones de animales en peligro de extinción, la cría en cotos privados, legal y con fines de lucro hace lo contrario. Ha aumentado sustancialmente las poblaciones de rinoceronte negro del sur y rinoceronte blanco del sur. El Dr. Richard Emslie, funcionario científico de la UICN, dijo sobre estos programas: "La aplicación efectiva de la ley se ha vuelto mucho más fácil ahora que los animales son en gran parte de propiedad privada ... Hemos podido incorporar a las comunidades locales en programas de conservación. Cada vez hay más fuertes incentivos económicos asociados al cuidado de los rinocerontes en lugar de simplemente a la caza furtiva: desde el ecoturismo o vendiéndolos con fines de lucro. Muchos propietarios los mantienen seguros. El sector privado ha sido clave para ayudar a nuestro trabajo ".
Los expertos en conservación consideran que el efecto de la cría de tortugas de China en las poblaciones de tortugas silvestres de China y el sudeste asiático, muchas de las cuales están en peligro de extinción, es "poco entendido". Aunque elogian el reemplazo gradual de tortugas capturadas en libertad por tortugas criadas en granjas en el mercado - el porcentaje de individuos criados en granjas en el comercio "visible" creció de alrededor del 30% en 2000 a alrededor del 70% en 2007 - ellos están preocupados que se capturen muchos animales salvajes para proporcionar a los agricultores animales para la cría. El experto en conservación Peter Paul van Dijk señaló que los criadores de tortugas a menudo creen que los animales capturados en la naturaleza son reproductores superiores. Por lo tanto, los criadores de tortugas pueden buscar y capturar los últimos especímenes silvestres que quedan de algunas especies de tortugas en peligro de extinción.